# Зинович, Кирилл Александрович
Кирилл Александрович Зинович (бел. Кірыл Аляксандравіч Зіновіч; род. 5 марта 2003, Минск) — белорусский футболист, полузащитник махачкалинского «Динамо».

## Клубная карьера

### «Минск»
Воспитанник футбольной академии столичного клуба «Минск». В 2019 году стал выступать за дублирующий состав клуба. В 2020 году футболист стал подтягиваться к играм с основной командой. Дебютировал за клуб 2 мая 2020 года в матче против жодинского «Торпедо-БелАЗ», выйдя на замену на 79 минуте. Дебютный гол за клуб забил 6 ноября 2020 года в матче против «Ислочи», отличившись им на последних минутах, чем помог одержать победу. Футболист провёл сезон как игрок скамейки запасных, появившись на поле в 10 матчах во всех турнирах.
Новый сезон начинал уже как игрок стартового состава. Первый матч сыграл 6 марта 2021 года в рамках Кубка Беларуси против «Ислочи». Первым результативным действием отличился 3 апреля 2021 года в матче против речицкого «Спутника», отдав голевую передачу. Свой первый гол за клуб в сезоне забил в следующем матче 11 апреля 2021 года против борисовского БАТЭ. К середине сезона в активе футболиста было уже 3 забитых гола и 2 результативные передачи.

### «Локомотив» Москва
В июле 2021 года перешёл в российский «Локомотив» Москва, подписав пятилетний контракт. Сразу же отправился выступать за вторую команду клуба «Локомотив-Казанка», за которую дебютировал 18 июля 2021 года в матче против «Волны» из Нижегородской области. В основной команде являлся игроком замены. Дебютировал за клуб и в Лиге Европы УЕФА 25 ноября 2021 года в матче против итальянского «Лацио», заменив на 77 минуте Константина Марадишвили. Дебютировал в российской Премьер-лиге 29 ноября 2021 года в матче против тульского «Арсенала». Закрепиться в российском клубе у футболиста не вышло, он провёл всего лишь 3 матча за основной состав.

### «Витория» Гимарайнш
В сентябре 2022 года сообщалось, что футболист перешёл в португальскую «Виторию», с которой подписал четырёхлетний контракт. Затем португальский клуб официально объявил о подписании футболиста, контракт с которых заключили на 3 года и заявили в состав второй команды, которая выступает в третьем дивизионе португальского футбола. Дебютировал за клуб 22 октября 2022 года в матче 6 тура против клуба «Сан-Жуан-де-Вер», выйдя на замену во втором тайме и затем на 77 минуте был удалён, получив вторую жёлтую карточку. На протяжении всего сезона футболист был одним из основных игроков португальского клуба, однако закончил чемпионат на последнем месте и выбыл в четвёртый дивизион.
Новый сезон футболист начал 20 августа 2023 года с матча против клуба «Сан-Жуан-де-Вер», выйдя на поле в стартовом составе. Однако футболист на протяжении всего сезона получал мало игровой практики, выйдя на поле лишь в 5 встречах португальского клуба, результативными действиями не отличившись. В январе 2024 года футболист покинул португальский клуб по истечении срока действия контракта. Всего же за клуб, в котором провёл 2 сезона, футболист успел провести 25 матчей, результативными действиями не отличившись.

### «Динамо» Махачкала
В январе 2024 года появилась информация, что футболист близок к переходу в махачкалинское «Динамо» из российской Первой лиги. Вскоре официально присоединился к махачкалинскому клубу. Дебютировал за клуб 2 марта 2024 года в матче против саратовского «Сокола», выйдя на поле в стартовом составе.
21 июля 2024 года вернулся в РПЛ, выйдя на замену в гостевом матче первого тура против подмосковных «Химок» (1:1).
25 апреля 2025 года забил дебютный гол в РПЛ. В матче 26-го тура с «Краснодаром» Зинович забил ударом со штрафного на 86-й минуте. В мае 2025 года стало известно о том, что полузащитник призван на срочную армейскую службу. 

## Карьера в сборной
29 августа 2019 года дебютировал в юношеской сборной Беларуси в товарищеской встрече с Турцией. В октябре 2019 принимал участие в отборочном раунде к чемпионату Европы (до 17 лет). Зинович, исполнявший роль капитана, сыграв в трёх встречах, забив один мяч в ворота сборной Сербии. 20 марта 2025 года дебютировал за национальную сборную Беларуси в товарищеском матче с командой Таджикистана. Зинович вышел в стартовом составе и в перерыве был заменен, игра закончилась победой белорусов со счетом 5:0.

## Достижения
Сборные
Беларусь (до 17)
- Обладатель Кубка Развития: 2020

## Личная жизнь
Старший брат Дмитрий Зинович также футболист, играет на позиции защитника. Выступал за юношеские и молодёжные сборные Беларуси.

## Клубная статистика
| Выступление        | Выступление      | Выступление      | Лига | Лига | Кубки | Кубки | Конт. кубки | Конт. кубки | Итого | Итого |
| Клуб               | Лига             | Сезон            | Игры | Голы | Игры  | Голы  | Игры        | Голы        | Игры  | Голы  |
| ------------------ | ---------------- | ---------------- | ---- | ---- | ----- | ----- | ----------- | ----------- | ----- | ----- |
| Минск              | Высшая лига      | 2020             | 9    | 1    | 1     | 0     | 0           | 0           | 10    | 1     |
| Минск              | Высшая лига      | 2021             | 11   | 3    | 2     | 0     | 0           | 0           | 13    | 3     |
| Минск              | Итого            | Итого            | 20   | 4    | 4     | 0     | 0           | 0           | 24    | 4     |
| Локомотив (Москва) | Премьер-лига     | 2021/22          | 0    | 0    | 0     | 0     | 0           | 0           | 0     | 0     |
| Локомотив (Москва) | Итого            | Итого            | 0    | 0    | 0     | 0     | 0           | 0           | 0     | 0     |
| Всего за карьеру   | Всего за карьеру | Всего за карьеру | 20   | 4    | 4     | 0     | 0           | 0           | 24    | 4     |